# Kwasi Baah-Boakye
Kwasi Baah-Boakye (* 16. Juli 1950 in Asiakwa, Eastern Region) ist ein ghanaischer Diplomat im Ruhestand.

## Werdegang
Von 1971 bis 1974 studierte er Philosophie mit dem Abschluss Bachelor an der Universität von Ghana, wo er anschließend Internationale Beziehungen belegte.
Ebenso studierte er am International Institute of Social Studies in Den Haag.
Von 1994 bis 1996 folgte ein Masterstudium in Internationaler Politik an der University of Bristol, England.
Von Juni 1984 bis Dezember 1985 war er Gesandtschaftssekretär erster Klasse in Washington, D.C.
Von 2004 bis 13. März 2006 war er als Botschafter in Harare (Simbabwe) akkreditiert.
Vom 13. März 2006 bis 2008 war er Botschafter in Luanda (Angola).